# Ђулићи (Зворник)
Ђулићи су насељено мјесто у општини Зворник, Република Српска, БиХ. Према попису становништва из 2013. у насељу је живио 701 становник.

## Географија
Налази се на 175-315 метара надморске висине, површине 4,54 км2, удаљено око 10 км од градског центра. Сједиште је истоимене мјесне заједнице. Заселак Ђулићи је збијеног типа, а засеоци Дураковићи и Радаве су разбијеног. Село се простире у подножју Ћириловог брда. Кроз атар протиче ријека Сапна, у коју се улива Бијели поток. До почетка деведесетих година 20. вијека радиле су Мехина, Микина, Раткова, Селмина и Фехимова воденица. Извори су: Водица, Ђулићка вода, Мера ја и Радавички извор. Атар је богат бјелогоричном шумом (храст, буква, граб) и љековитим биљем.

## Историја
На локалитету Гробље откривени су остаци римског насеља. Мектеб је отворен 1933. године. Џамија је подигнута 1967, а обновљена 2008. године. Централно гробље је Ђулићко мезарје, а постоји и више породичних гробаља. Дом културе саграђен је 1988, а фудбалско игралиште 2013. године. У Дому културе смјештени су мјесна канцеларија и Удружење жена "Амика" (2019). Село је добило електричну енергију 1966/1967, асфалтни пут 1974, телефонске прикључке 1981/1982,
а водовод и канализацију 2002. године. Кроз атар пролази регионални пут Прибој-Каракај.

## Становништво
Дураковићи, Ђулићи и Радаве 1895. пописани су као засеоци села Петковци. Село Ђулићи 1953. имало је 80 домаћинстава и 490 становника; 1971. - 696 становника; 1991. - 1.046 (1.029 Муслимана и 17 Срба); 2013. - 224 домаћинства и 697 становника (од којих 99 Срба). Бројније бошњачке породице су: Бегановић, Бекрић, Гахић, Гојкић, Дураковић, Ђулић, Лолић, Мајловић, Мехмедовић, Окић, Омеровић, Рамић, Селимовић, Терзић, Топаловић, Хасановић, Џинић. Већина становништва поријеклом је из Србије (околина Ваљева). У Другом свјетском рату страдала су два цивила. Село су 31. маја 1992. напустиле муслиманске (бошњачке) породице, а доселиле су се српске породице избјегле из села Брница (општина Живинице, ФБиХ). Избјегле српске породице иселиле су се 1996-2000. у новоизграђено насеље Економија, а бошњачко становништво вратило се у своје домове 2002. године. Према подацима са терена, 2019. у селу није било српских породица. Споменик цивилима страдалим у рату 1992-1995. подигнут је 2012. код сеоске џамије. Становништво се углавном бави пољопривредом, посебно воћарством, пчеларством и узгојем поврћа у пластеницима. Најближа основна школа је у сусједном селу Петковци.
| Националност       | 1991.          |
| Муслимани          | 1.022 (97,99%) |
| Срби               | 17 (1,63%)     |
| остали и непознато | 4 (0,38%)      |
| укупно             | 1.043          |

| Демографија | Демографија | Демографија |
| Година      | Становника  | Становника  |
| ----------- | ----------- | ----------- |
| 1948.       | 422         |             |
| 1953.       | 490         |             |
| 1961.       | 530         |             |
| 1971.       | 696         |             |
| 1981.       | 894         |             |
| 1991.       | 1.046       |             |
| 2013.       | 701         |             |